# Ponte Capriasca
Ponte Capriasca é uma comuna da Suíça, no Cantão Tessino, com cerca de 1.537 habitantes. Estende-se por uma área de 6,2 km², de densidade populacional de 248 hab/km². Confina com as seguintes comunas: Cadenazzo, Capriasca, Cavargna (IT-CO), Isone, Lugaggia, Medeglia, Origlio, Sant'Antonio, Sigirino, Torricella-Taverne, Valcolla.
A língua oficial nesta comuna é o Italiano.